# Dorcadion sterbai
Dorcadion sterbai là một loài bọ cánh cứng trong họ Cerambycidae.